# Discours de Bayeux
Les discours de Bayeux sont deux discours prononcés par le général de Gaulle dans le contexte de la Libération, après le débarquement de Normandie le 14 juin 1944 et dans l'immédiat après-guerre en juin 1946. On appelle habituellement « visite à Bayeux » l'événement du 14 juin 1944 tandis qu'on donne le nom de « discours de Bayeux », sans adjectif ordinal, au discours du 16 juin 1946.
Les deux discours ont été prononcés sur la place publique située à proximité de la sous-préfecture de Bayeux (ancienne place du Château, dénommée depuis 1946 place de Gaulle).

## Premier discours
Quelques jours après le débarquement de Normandie, le général de Gaulle souhaite symboliquement rencontrer les Français dans une des premières villes libérées. Il souhaite aussi déjouer les intentions américaines de mettre en place leur propre administration de la France sous la forme du gouvernement militaire allié des territoires occupés (ou AMGOT, de l'anglais : « Allied Military Government of Occupied Territories »), dont une branche avait été préparée spécifiquement pour diriger la France (cf. en ce sens le gouvernement militaire de l'armée des États-Unis en France). L'AMGOT français avait même commencé à mettre en circulation une monnaie basée sur le dollar dans les territoires libérés d’Europe.
Arrivé à Bayeux le 14 juin 1944, il prononce un discours dans cette ville, avant d'aller pour la première fois aux États-Unis afin de rencontrer des scientifiques français qui travaillent sur la force nucléaire, et Franklin Roosevelt.
L'accueil enthousiaste de la population confirma la légitimité de son combat et dissuada les États-Unis de placer la France sous leur administration. Le gouvernement provisoire, formé officiellement le 3 juin 1944 à Alger, capitale de l'Algérie française, autour du général de Gaulle et successeur du Comité français de la Libération nationale, put ainsi s’installer à Paris après la libération de la capitale et prendre la direction effective du pays.

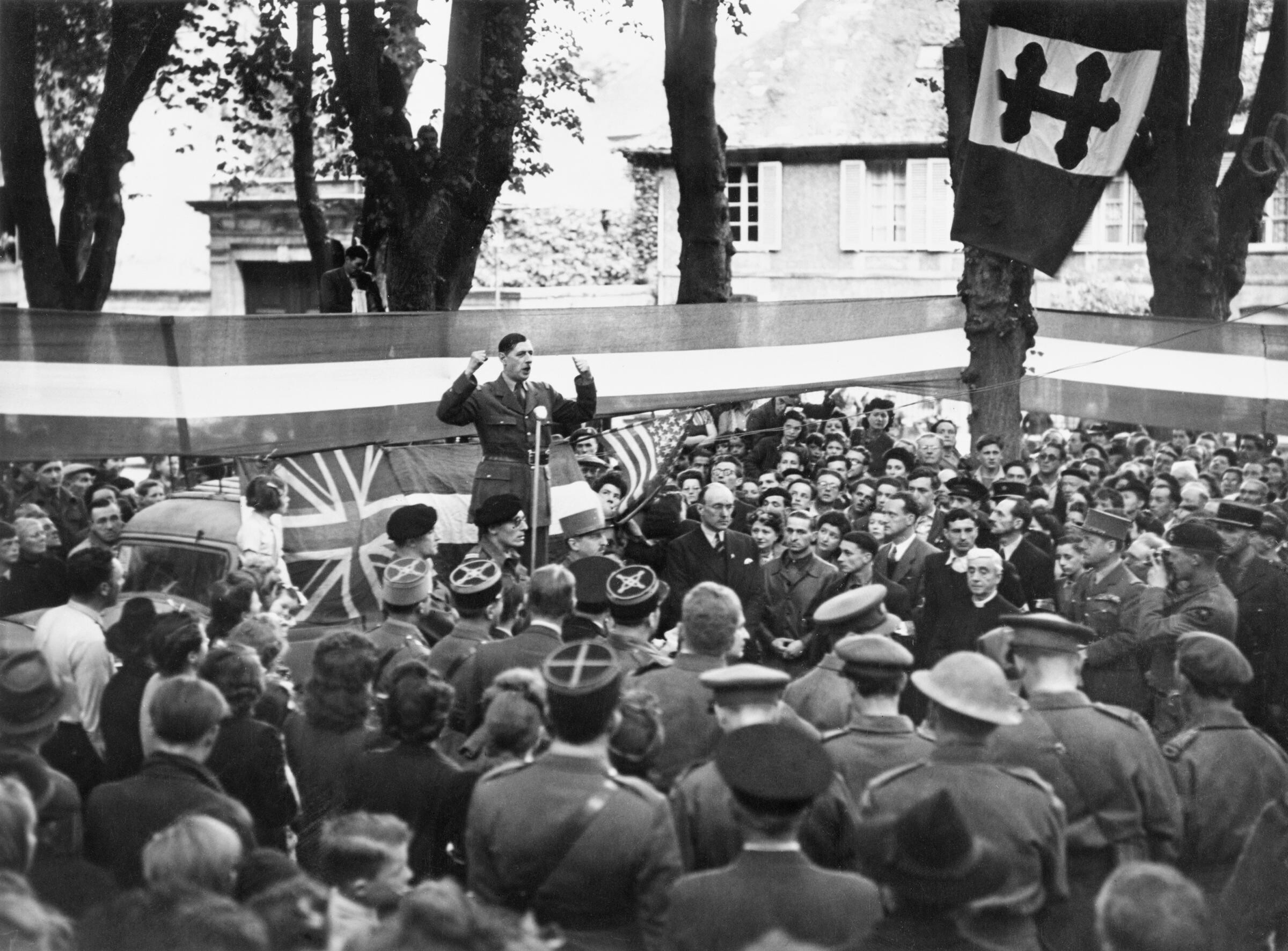
Discours du général de Gaulle le 14 juin 1944 à Bayeux.
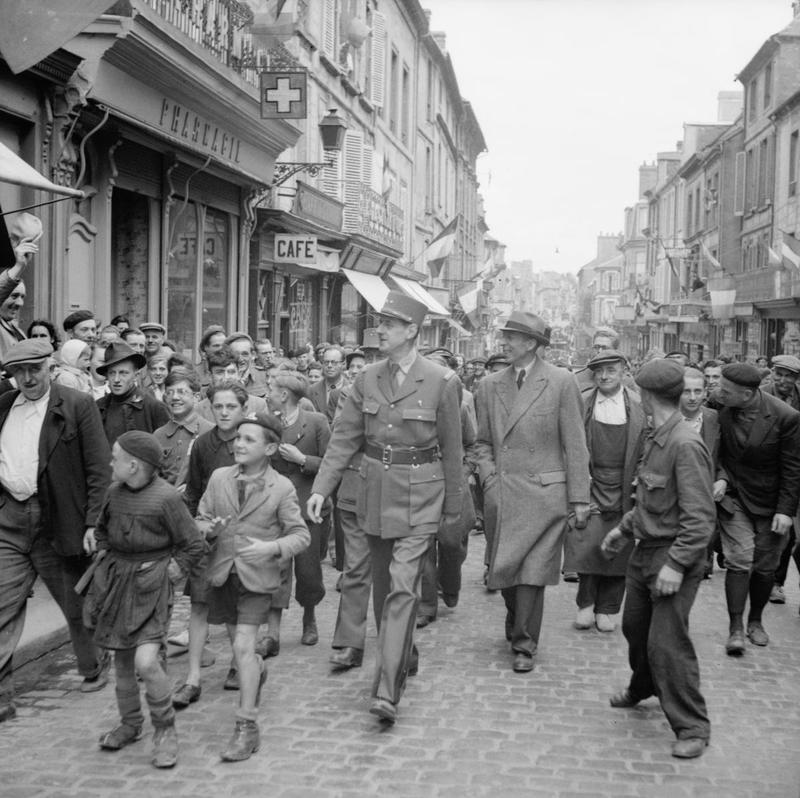
Le général de Gaulle marchant dans les rues de Bayeux le 14 juin 1944.
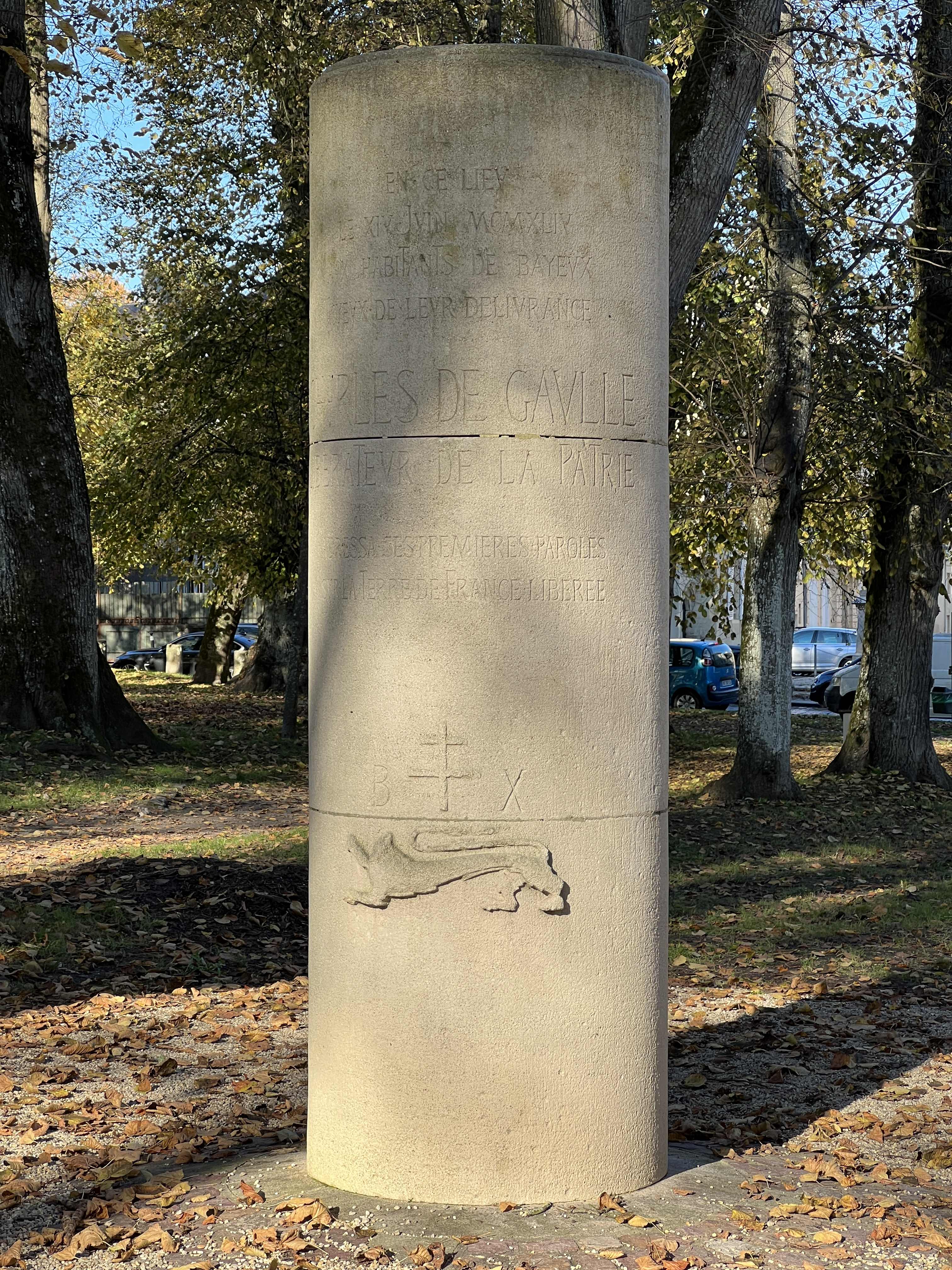
Monument commémorant la venue du général de Gaulle à Bayeux le 14 juin 1944.

## Second discours
Le discours du 16 juin 1946 est un des plus importants discours du général de Gaulle. 
Deux ans après le débarquement de Normandie, dans cette commune symbolique, première ville de France métropolitaine libérée par les Alliés, où il fit son entrée sur le territoire français en juin 1944, de Gaulle prononce un discours attendu. Il y formule sa vision de la future Constitution française.
De Gaulle a gardé le silence depuis sa démission de la présidence du gouvernement, le 20 janvier précédent. Le projet du 19 avril 1946, élaboré par la première Constituante, a été rejeté par le peuple français le 5 mai. La France se trouve sans gouvernement. Félix Gouin a démissionné à son tour. 
Une deuxième Constituante va se réunir. C'est le moment que choisit de Gaulle, espérant influencer ses travaux, pour exposer ses idées constitutionnelles, jusque-là assez imprécises. La réception publique est proche de l'indifférence. Ces idées seront, pour partie, reprises dans la  Constitution de 1958.
Au cours de ce discours, de Gaulle affirme qu'il est en faveur d'un parlement bicaméral et pour un pouvoir exécutif procédant directement du chef de l'État.
Dans son discours, le général de Gaulle donne des idées à propos de la Quatrième République (instaurée le 13 octobre 1946 après son discours le 16 juin 1946). Il propose que :
- le Parlement doit être composé de deux Chambres exerçant le pouvoir législatif ;
- le chef d'État est un arbitre au-dessus des partis ;
- le président de l'Union française est aussi celui de la République ;
- le président nomme son Premier ministre et ses ministres ;
- le président prend des décrets et promulgue la loi ;
- le président préside le Conseil des ministres ;
- le président est le garant de l'indépendance nationale ;
- le président discute et ratifie les traités.

Ces propositions se matérialiseront avec la Cinquième République proposée par le général le 4 septembre 1958 et acceptée par le peuple français par référendum à la fin du mois, le 28 septembre. Elle est officiellement promulguée le 4 octobre 1958.